# Fabian Ver
Fabian Crisologo Ver (Sarrat, 20 gennaio 1920 – Bangkok, 21 novembre 1998) è stato un generale filippino. È stato il capo delle Forze Armate delle Filippine durante l'amministrazione del Presidente Ferdinand Marcos.

## Biografia
Figlio del colonnello Juan Crisologo e di Elena Ver, nacque il 20 gennaio 1920 a Sarrat, una piccola cittadina nella regione della provincia di Ilocos Norte. La coppia non era sposata e la madre decise così di attribuire al figlio il proprio cognome.
Negli anni quaranta studiò giurisprudenza nell'Università delle Filippine, ma fu costretto ad interrompere i propri studi allo scoppio della seconda guerra mondiale.
Nei giorni successivi alla dichiarazione dei risultati delle elezioni anticipate indette da Ferdinand Marcos, si verificò la rivoluzione del Rosario.
I Ver partirono in esilio per le Hawaii insieme alla famiglia Marcos. Corazon Aquino lanciò diverse accuse al generale e per un certo periodo non si ebbe alcuna notizia di lui. Il governo della Aquino e quello di Fidel V. Ramos ordinarono la cancellazione del passaporto di Ver, il quale fu convalidato nuovamente solamente durante l'amministrazione di Joseph Estrada.
Nel novembre 1998 fu annunciato che Ver era malato terminale di BPCO nella città di Bangkok, in Thailandia. Morì il 21 novembre del medesimo anno e i suoi resti furono riportati nelle Filippine. Ver fu sepolto nella sua città natia di Sarrat.